# Praia solar
Uma praia é uma região brilhante na cromosfera solar, geralmente encontrada em regiões próximas a manchas solares. Historicamente, elas foram referidas como flocculi brilhantes, em contraste com flocculi escuros, e como fáculas cromosféricas, em contraste com fáculas fotosféricas.
As fáculas possuem uma forte influência na constante solar, e as praias, mais fáceis de detectar por serem cromosféricas, são tradicionalmente usadas para monitorar esta influência. Neste contexto, a “rede ativa” consiste de brilhos semelhantes a praias, estendendo-se além de regiões ativas à medida que seu magnetismo parece se difundir para o Sol calmo, mas é constrangido a seguir as fronteiras da rede.
Como é possível explicar as fáculas com o modelo estritamente fotosférico de “parede quente”, a relação física real entre a praia e a fácula ainda não está clara.